# Lemnalia gracilis
Lemnalia gracilis är en korallart som beskrevs av Tixier-Durivault 1966. Lemnalia gracilis ingår i släktet Lemnalia och familjen Nephtheidae. Inga underarter finns listade i Catalogue of Life.